# Metsalauka
Metsalauka (Duits: Metsalauk) is een plaats in de Estlandse gemeente Hiiumaa, provincie Hiiumaa. De plaats heeft de status van dorp (Estisch: küla).
Metsalauka lag tot in oktober 2017 in de gemeente Emmaste. In die maand ging de gemeente op in de fusiegemeente Hiiumaa.

## Bevolking
De ontwikkeling van het aantal inwoners blijkt uit het volgende staatje:
| Jaar            | 2000 | 2011 | 2017 | 2019 | 2021 |
| --------------- | ---- | ---- | ---- | ---- | ---- |
| Aantal inwoners | 14   | 10   | 11   | 10   | 10   |

## Ligging
Metsalauka ligt in het zuidwestelijk deel van het eiland Hiiumaa. De Tugimaantee 84, de secundaire weg van Emmaste naar Luidja, loopt door het dorp.

## Geschiedenis
Metsalauka heette achtereenvolgens Matz Meselach (1565), Meßalauche Thomas (1598) en Metzleuka Thomas (1605). Het was een boerderij op het landgoed van Großenhof (Suuremõisa) en na 1796 op dat van Emmast (Emmaste). In de 18e en 19e eeuw was ze een veehouderij en vanaf 1798 onder de huidige naam Metsalauka ook een dorp.
Tussen 1977 en 1997 maakte het buurdorp Riidaküla deel uit van Metsalauka.